# Cuesta de Moras
Cuesta de Moras es una empinada avenida de uso mixto en San José, capital de Costa Rica, adyacente a esta avenida se ubica el Edificio Asamblea Legislativa donde tiene asiento la Asamblea Legislativa de Costa Rica, sede del Poder Legislativo del país, y razón por la que este Poder de la República suele ser llamado coloquial e informalmente con el nombre de la avenida.

## Ubicación
Cuesta de Moras se ubica en el cantón de San José, entre Calle Clorito Picado (Calle 17) y Calle Tomás Guardia (Calle 11), y sirve como límite entre los distritos de Carmen al norte y Catedral al sur.  Es parte de la Avenida Central también llamada Avenida Rogelio Fernández Güell.

## Historia
En el punto donde convergen la avenida primera con la calle 17 se hace una pronunciada pendiente que baja hacia el Oeste, al corazón de la ciudad, generando la llamada cuesta. El origen del nombre aparece ya en documentos coloniales de 1770. En 1835 se libra en este lugar una batalla contra las fuerzas de Cartago, en la llamada Guerra de la Liga, que fue la segunda guerra civil de la historia de Costa Rica, ocurrida entre septiembre y octubre de 1835.